# ボリス・ラスプディッチ
ボリス・ラスプディッチ（セルビア語: Борис Распудић, Boris Raspudić、1982年10月11日 - ）は、ボスニア・ヘルツェゴビナの元サッカー選手。現役時代のポジションはDF。

## 来歴
FK BFKバニャ・ルカに所属したのちに2006年に同国一部リーグであるプレミイェル・リーガに所属するFKボラツ・バニャ・ルカに移籍。その後、ペトロチミ・タブリーズFCに一旦移籍するも再びボラツに復帰した。
2013年11月25日には、Sリーグに所属するブルネイDPMM FCの二週間に及ぶトライアルに参加。これに合格し、ジョー・ギャンブル、ロベルト・アルヴィジと共に同チームに加入した。DPMMではリーグカップ決勝で得点を決めるなどリーグカップ優勝に貢献、Sリーグでもクラブ史上初の優勝に貢献した。
2016年1月にFKボラツ・バニャ・ルカに加入した。
2018年1月にFKコザラ・グラディシュカに加入した。

## 個人成績
2014年12月23日現在
| 国内大会個人成績 | 国内大会個人成績 | 国内大会個人成績 | 国内大会個人成績 | 国内大会個人成績 | 国内大会個人成績 | 国内大会個人成績 | 国内大会個人成績 | 国内大会個人成績 | 国内大会個人成績 | 国内大会個人成績 | 国内大会個人成績 |
| 年度             | クラブ           | 背番号           | リーグ           | リーグ戦         | リーグ戦         | リーグ杯         | リーグ杯         | オープン杯       | オープン杯       | 期間通算         | 期間通算         |
| 年度             | クラブ           | 背番号           | リーグ           | 出場             | 得点             | 出場             | 得点             | 出場             | 得点             | 出場             | 得点             |
| シンガポール     | シンガポール     | シンガポール     | シンガポール     | リーグ戦         | リーグ戦         | リーグ杯         | リーグ杯         | シンガポール杯   | シンガポール杯   | 期間通算         | 期間通算         |
| ---------------- | ---------------- | ---------------- | ---------------- | ---------------- | ---------------- | ---------------- | ---------------- | ---------------- | ---------------- | ---------------- | ---------------- |
| 2014             | DPMM             | 18               | Sリーグ          | 26               | 2                | 5                | 1                | 5                | 0                | 36               | 3                |
| 2015             | DPMM             | 18               | Sリーグ          | 25               | 3                | 3                | 0                | 4                | 1                | 32               | 4                |
| 通算             | シンガポール     | シンガポール     | Sリーグ          | 51               | 5                | 8                | 1                | 9                | 0                | 68               | 7                |
| 総通算           | 総通算           | 総通算           | 総通算           | 51               | 5                | 8                | 1                | 9                | 0                | 68               | 7                |

## タイトル
ブルネイDPMM FC
- シンガポールプレミアリーグ (1): 2015
- シンガポール・リーグカップ (1): 2014